# شيانغتان
شيانغتان (بالصينية: 湘潭市) هي مدينة في مقاطعة خونان، الصين. وهي مسقط رأس العديد من القادة المؤسسين للحزب الشيوعي الصيني بما في ذلك ماو تسي تونغ وليو شاوتشي،  وكذلك لاعبة التنس بينغ شواي.
بلغ عدد السكان 662 337 نسمة في عام 1999.

## رواق صور

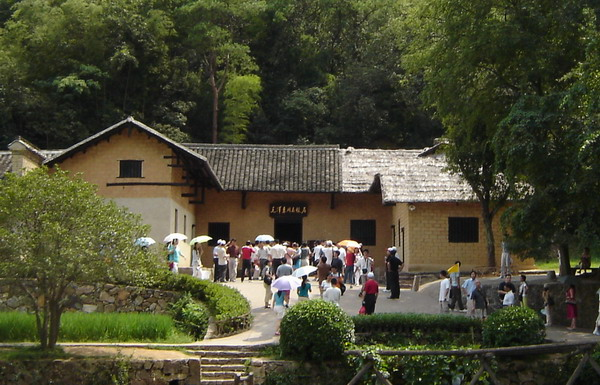
منزل ماو تسي تونغ السابق
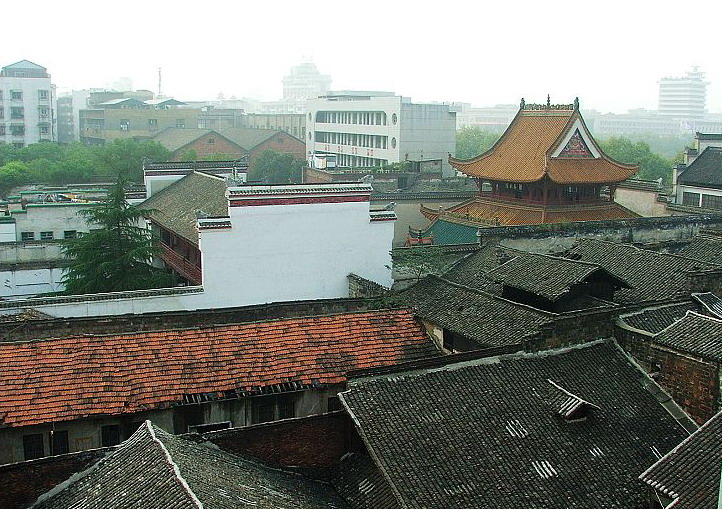
مقاطعة شيانغتان القديمة
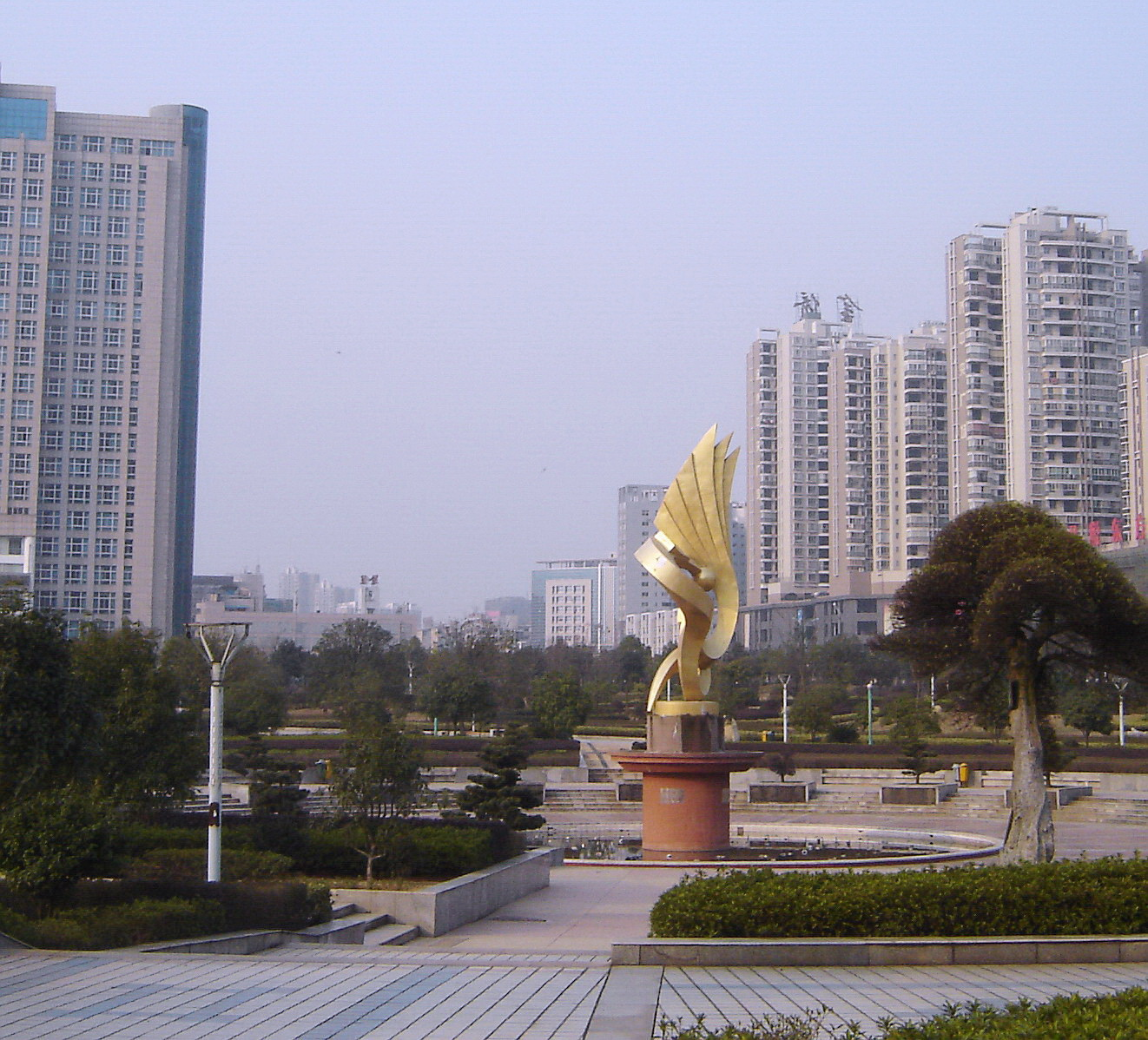
ساحة جينيوان
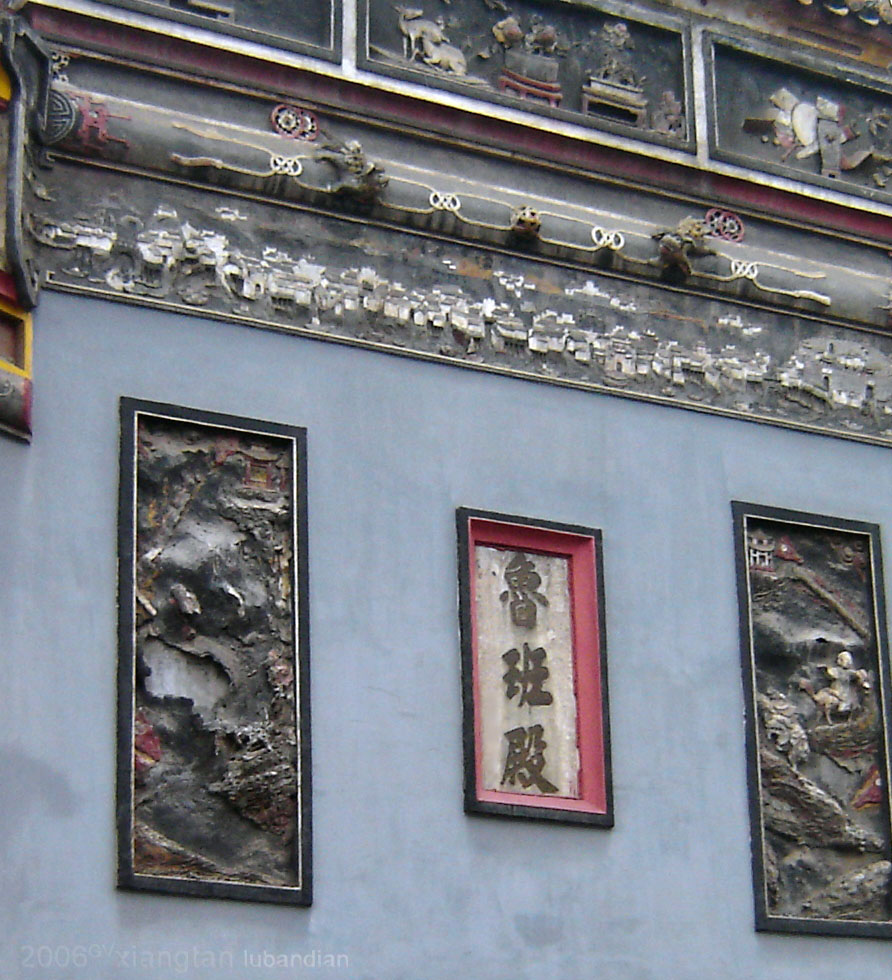
زخارف على أحد الواجهات

## توأمات
- هيكونا (شيغا) منذ سنة 1991
- سووث إل مونتي (كاليفورنيا) منذ سنة 1994
- هايكو منذ سنة 1998
- بين هوا منذ سنة 2001
- لوتسك منذ سنة 2003
- ليون منذ سنة 2010
- تيرنوزن منذ سنة 2011
- لونج زوين منذ سنة 2011
- كاليه منذ سنة 2017

## روابط خارجية
- Xiangtan Hi-tech Industrial Development Zone
- German Industrial Park